# Rijen
Rijen est un village situé dans la commune néerlandaise de Gilze en Rijen, dans la province du Brabant-Septentrional. En 2007, le village comptait environ 18 000 habitants.

## Personnalités
- Joost Seelen (1957-), producteur et réalisateur néerlandais, est né à Rijen.